# Sumapaz (Bogotá)
Sumapaz é uma localidade da cidade de Bogotá. Representada na imagem pelo número 20.

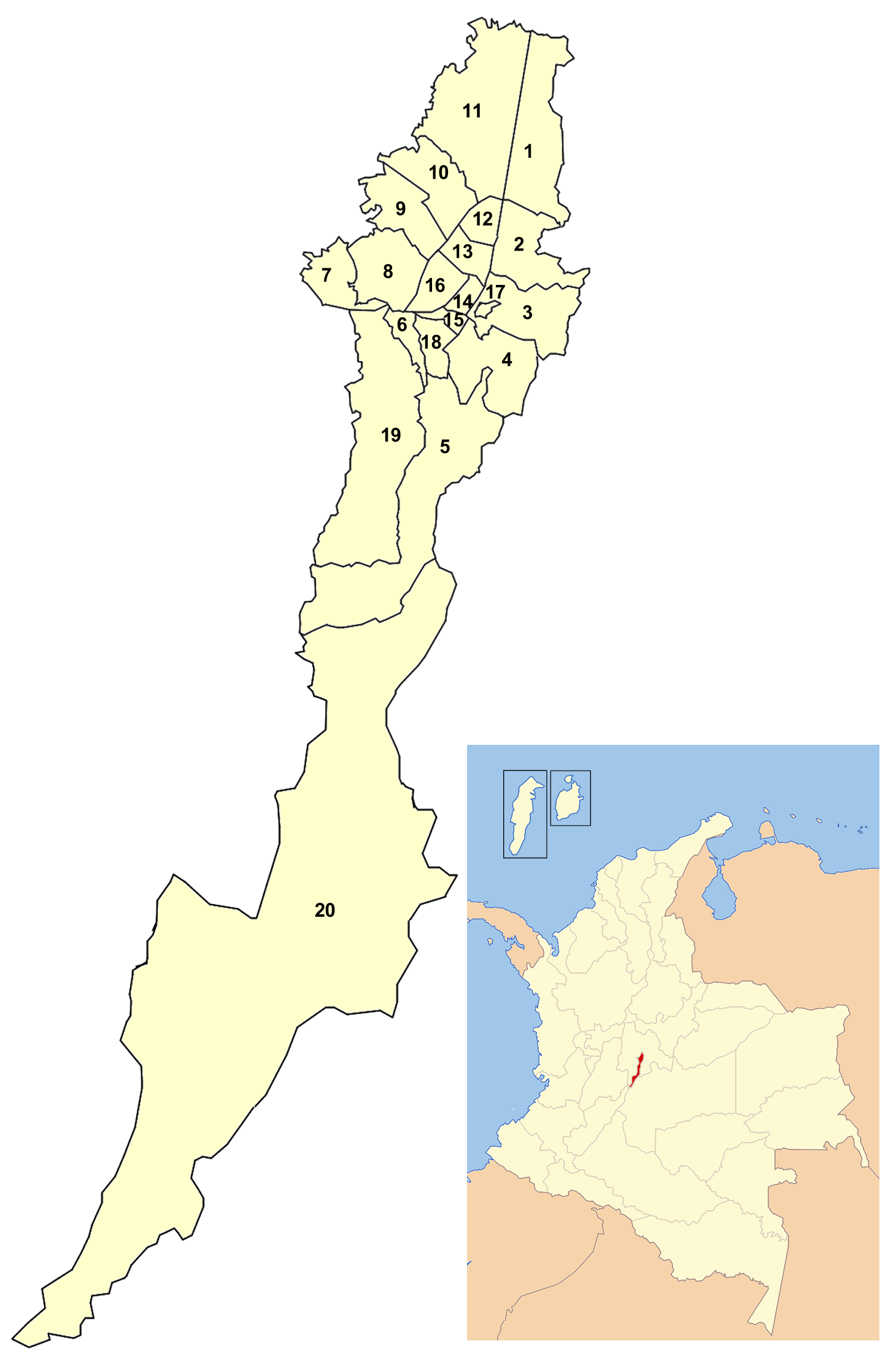
Localidades do Distrito Capital.

.